# Чикаго Буллз
«Чикаго Буллз» (англ. Chicago Bulls) — профессиональная баскетбольная команда, базируется в городе Чикаго, штат Иллинойс. Выступает в центральном дивизионе восточной конференции НБА. Домашние игры проводит в «Юнайтед-центр». Команда была основана в 1966 году и наиболее известна как одна из величайших династий в истории НБА, выигравшая шесть чемпионских титулов за восемь лет в конце XX века (1991—1993 и 1996—1998). Ко всем шести чемпионским титулам «Буллз» вели Майкл Джордан, Скотти Пиппен и главный тренер Фил Джексон.
В сезоне 1995/96 «Буллз» выиграли 72 игры в регулярном сезоне, став первой командой НБА, которая смогла преодолеть рубеж в 70 побед (достижение «Буллз» было превзойдено в 2016 году «Голден Стейт Уорриорз», которые выиграли 73 матча). Финал НБА 1998 года между «Буллз» и «Ютой Джаз» считается самым рейтинговым телевизионным событием, а 6-я игра серии собрала максимальную телеаудиторию в истории НБА.

## История

### Создание команды
«Чикаго Буллз» — третья команда НБА основанная в Чикаго после «Пекерс» (теперь «Вашингтон Уизардс») и «Стегс» (1946-50 гг.). Команда была создана и начала принимать участие с сезона 1966/67 и тут же поставила рекорд среди клубов, проводивших первый сезон в лиге: 33-48, и завоевала место в плей-офф. В течение первых двух сезонов «Буллз» сыграли большинство своих домашних игр в «International Amphitheatre», прежде чем играть свои домашние игры на Чикагском Стадионе. За следующие несколько лет «Буллз» собрали конкурентоспособную команду, и в течение 1970-х годов они были известны как жесткая команда с защитным нравом, все схемы игры которой построены вокруг защитника Джерри Слоана, а также форвардов Боба Лава и Чета Волкера, однако команда выиграла только один титул дивизиона и никогда не доходила до финала.

### 1966—1976: Первые годы
После драфта расширения НБА 1966 года недавно основанной «Чикаго Буллз» было разрешено приобретать игроков из ранее созданных команд лиги на предстоящий сезон 1966–67. Команда стартовала в сезоне 1966–67 и установила рекорд 33–48, ставший лучшим результатом для клуба, проводящего первый сезон в НБА после расширения. Под руководством уроженца чикаго и бывшей звезды НБА Джонни «Рэда» Керра, экс-лидера по ассистам НБА Гая Роджерса, защитника Джерри Слоуна, а также нападающего Боба Бузера, «Буллз» вышли в плей-офф, став единственной командой НБА, которой удалось это в её первом сезоне.
В свой первый сезон «Буллз» играли свои домашние игры в Международном амфитеатре, а затем переехали на стадион «Чикаго».
Интерес болельщиков падал после четырех сезонов: в одной игре в сезоне 1967–68 годов официальная посещаемость составила 891 человек, а некоторые игры проводились в Канзас-Сити. В 1969 году Кляйн уволился с должности генерального менеджера и нанял Пэта Уильямса, который занимал должность бизнес-менеджера в клубе «Филадельфия Севенти Сиксерс» и придумал идею с рекламными акциями, что в будущем помогло команде занять третье место по посещаемости по итогам предыдущего сезона. Уильямс обновил состав команды, заполучив Чета Уокера из Филадельфии в обмен на Джима Вашингтона и выбрав Норма Ван Лиера, который был продан в «Цинциннати Роялс» и присоединился к «Буллз» только в 1971 году, а также отметился такими знаковыми для клуба событиями, как создание талисмана Быка Бенни. «Быки» под руководством Уильямса и главного тренера Дика Мотты вышли в четыре плей-офф подряд, а посещаемость выросла до более чем 10 000 человек. В 1972 году «Буллз» установили рекорд побед и поражений франшизы: 57 побед и 25 поражений. В 1970-х «Буллз» полагались на Джерри Слоана, нападающих Боба Лава и Чета Уокера, разыгрывающего Норма Ван Лиера и центровых Клиффорда Рэя и Тома Бурвинкля. Команда вышла в финал конференции в 1975 году, но проиграла будущим чемпионам «Голден Стэйт Уорриорз» в серии из 7 игр (4-3).
После четырех сезонов с 50 победами Уильямс вернулся в Филадельфию, а Мотта решил взять на себя роль генерального директора. В итоге «Буллз» проиграли, выиграв всего 24 игры в сезоне 1975–76. Мотта был уволен и заменен Эдом Бэджером.

### 1976—1984: Гилмор и Теус
Кляйн продал «Буллз» семье Виртц, давним владельцам «Чикаго Блэкхокс». Равнодушная к баскетболу НБА, новая группа владельцев позорно реализовала скудный бюджет, потратив мало времени и инвестиций на улучшение команды.
Артис Гилмор, приобретенный на драфте АБА в 1976 году, возглавлял команду «Буллз», в которую входили защитник Реджи Теус, нападающий Дэвид Гринвуд и нападающий Орландо Вулридж.
В 1979 году «Буллз» потеряли подбрасывание монеты за право выбирать первым на драфте НБА (Род Торн, генеральный менеджер «Буллз», назывался «головами»). Если бы «Буллз» выиграли бросок, они бы выбрали Мэджика Джонсона; вместо этого они выбрали Дэвида Гринвуда со вторым выбором. «Лос-Анджелес Лейкерс» выбрали Джонсона с выбором, приобретенным у «Нью-Орлеан Джаз», который обменял выбор на Гейл Гудрич.
После того, как Гилмор был обменян в «Сан-Антонио Спёрс» на центрового Дэйва Корзина, «Буллз» использовали мощное нападение, сосредоточенное вокруг Теуса, и в которое вскоре вошли защитники Квинтин Дэйли и Эннис Уотли. Тем не менее, с продолжающимися мрачными результатами, «Буллз» решили изменить направление, обменяв Теуса в «Канзас-Сити Кингз» в сезоне 1983/84. Посещаемость начала сокращаться, и семья Виртц хотела продать ее группам владельцев, заинтересованным в перемещении команды из Чикаго, прежде чем продать местной собственности

### 1984—1998: Эра Джордана

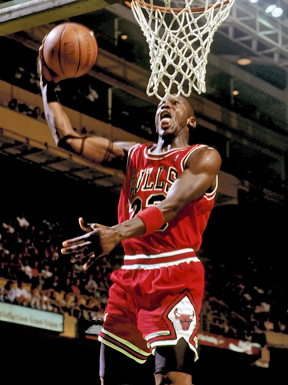
Майкл Джордан

19 июня 1984 года на драфте НБА Майкл Джордан — атакующий защитник из Университета Северной Каролины — был выбран «Чикаго Буллз» под третьим номером, после Хаким Оладжьювона («Хьюстон Рокетс») и Сэма Боуи («Портленд Трэйл Блэйзерс»). Тренерский штаб решил строить игру вокруг Джордана. «Буллз» закончили сезон с показателями 38 побед при 44 поражениях, проиграв в первом раунде плей-офф в четырёх матчах «Милуоки Бакс», а Джордан получил звание «Новичок года».
В межсезонье «Буллз» приобрели разыгрывающего защитника Джона Пакссона, а на драфте приобрели Чарльза Окли. В сезоне 1985/86 команду постигла неудача: лидер команды Майкл Джордан получил травму ноги, которая заставила его пропустить 64 игры регулярного чемпионата. Несмотря на травму Джордана и слабый результат команды 30-52, «Буллз» вышли в плей-офф. Джордан восстановился к плей-офф и отлично провел игры на выбывание. Во втором матче против команды «Бостон Селтикс» Джордан установил до сих пор не побитый рекорд по количеству очков набранных за игру в плей-офф — 63. Однако, «Буллз» серию проиграли.
В сезоне 1986/87 Джордан продолжал бить все рекорды. Он стал единственным игроком (после Уилта Чемберлена), набравшим 3000 очков за сезон при средней результативности 37 очков за игру, при 48,2 % реализации бросков, стал первым игроком в истории НБА, сделавшим 200 перехватов и 100 блок-шотов за сезон. «Буллз» одержали 40 побед, и вышли в плей-офф третий год подряд, но вновь потерпели поражение от «Бостона». На драфте 1987 года «Буллз» выбрали под 8-м номером центрового Олдена Полинайса и Хораса Гранта под 10-м номером, а затем обменяли Полинайса на лёгкого форварда Скотти Пиппена, который был выбран под пятым номером клубом «Сиэтл Суперсоникс».
С Пакссоном и Джорданом в защите, Брэдом Сэллерсом и Оукли в нападении и центровым Дэйвом Корзайном, а также мощной скамейкой запасных, «Буллз» мощно провели сезон 1987/88. Регулярный сезон «Буллз» закончили с показателями 50-32 и впервые преодолели первый раунд плей-офф, победив «Кливленд Кавальерс» в пяти играх. В следующем раунде «Буллз» проиграли в пяти играх «Детройт Пистонс». Майкл Джордан завоевал свой первый титул MVP регулярного сезона.
«Чикаго» закончили сезон 1988/89 с показателем 47-35 и вышли в финал Восточной конференции, победив «Кливленд Кавальерс» и «Нью-Йорк Никс». Однако в следующем раунде «Чикаго» вновь уступили «Детройту», на этот раз в шести играх.
Сезон 1989/90 «Буллз» были на подъеме, к команде во главе с Джорданом добавились молодые и быстро прогрессирующие игроки Скотти Пиппен и Хорас Грант. «Чикаго» возглавил новый тренер — Фил Джексон. Регулярный сезон «Чикаго» закончили с рекордным показателем 55-27. Они снова вышли в финал Восточной конференции, победив «Милуоки Бакс» и «Филадельфию Севенти Сиксерс», где третий сезон подряд «Чикаго» проиграли «Детройту» (в семи играх).

#### 1990—1993: Первый три-пит
«Буллз» закончили сезон 1990/91 на первом месте в своем дивизионе впервые за 16 лет, и установили рекорд франшизы — 61 победа в регулярном сезоне. Скотти Пиппен вырос до игрока уровня Матча всех звёзд, а Джордан выиграл свою вторую премию MVP. В плей-офф «Чикаго» поочередно выбили из борьбы за титул «Нью-Йорк Никс» и «Филадельфию-76». Они вышли в финал Восточной конференции, где их соперником вновь стали «Детройт Пистонс». Однако, на этот раз «Буллз» разгромили «Пистонс» в четырёх матчах. «Чикаго» впервые в своей истории вышли в финал НБА, где они разгромили «Лос-Анджелес Лейкерс» во главе с Мэджиком Джонсоном со счетом 4-1. Джордан выиграл свой первый титул MVP финала НБА.
В сезоне 1991/92, установив рекорд 67-15, улучшив свои показатели сезона 1990/91, «Чикаго» вышли в финал, победив «Нью-Йорк Никс» и «Кливленд Кавальерс», где «Чикаго» ждали Клайд Дрекслер и «Портленд Трэйл Блэйзерс». «Буллз» победили 4-2, а Джордан был признан MVP финала второй год подряд.
В сезоне 1992/93 «Чикаго» опять дошли до финала, где переиграли «Финикс Санз» со счётом 4-2. Джордан стал первым игроком в истории НБА завоевавшим титул MVP финала плей-офф в течение трех лет подряд.

#### 1993—1995: Уход Джордана в бейсбол

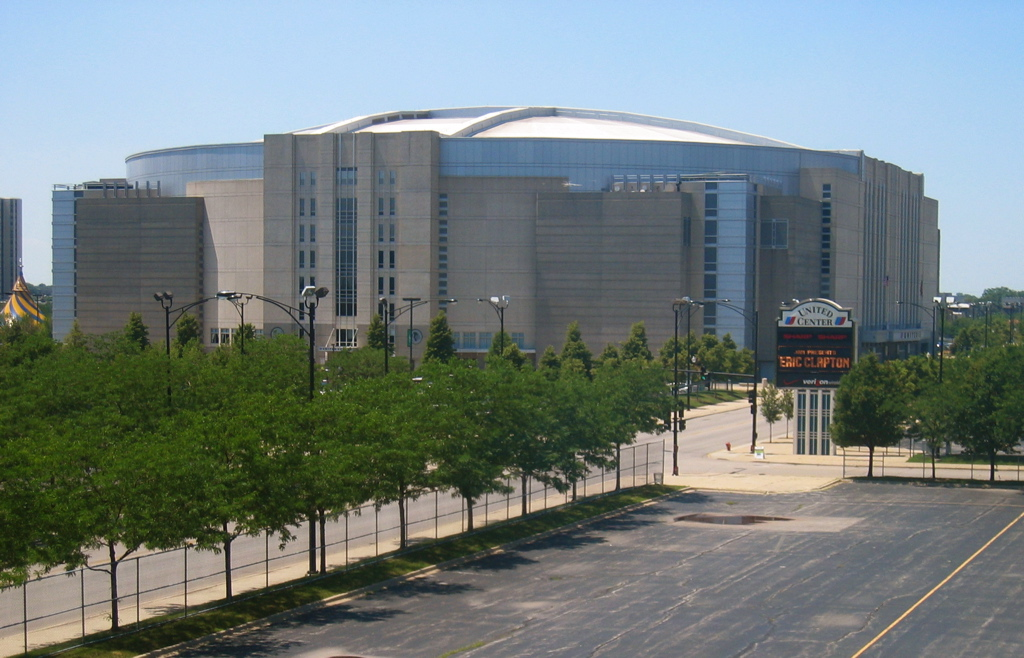
Юнайтед Центр

6 октября 1993 года Джордан шокировал общественность, объявив о своем уходе из баскетбола. Джордан позже заявил, что убийство его отца Джеймса Джордана в начале года подтолкнуло к этому решению. Лидером команды стал Скотти Пиппен, который стал одним из лучших игроков лиги, получив титул MVP матча всех звёзд НБА 1994 года. Ему помогали Хорас Грант, Би Джей Армстронг (которые впервые участвовали в матче всех звёзд), Билл Картрайт, Уилл Пердью, атакующий защитник Пит Майерс и хорватский форвард Тони Кукоч. В сезоне 1993/94 «Буллз» выиграли 55 игр и проиграли 27, а во втором раунде плей-офф уступили «Нью-Йорк Никс» в семи играх в упорной борьбе и сложили с себя звание чемпиона.
В сезоне 1994/95 «Буллз» стали проводить домашние матчи в «Юнайтед Центре».
Перед сезоном команду покинули Хорас Грант, Билл Картрайт, Скотт Уильямс и Джон Пакссон. Были приобретены Рон Харпер и Джад Бюхлер. В середине сезона «Чикаго» боролось лишь за попадание в плей-офф, в середине марта показатели команды были 31-31. Однако, 18 марта 1995 года, Джордан объявил о своем возвращении в НБА. Усилившись Джорданом, «Буллз» вышли в плей-офф и дошли до полуфинала в Восточной конференции где встретились с «Орландо Мэджик» и уступили в шести играх.

#### 1995—1998: Второй три-пит

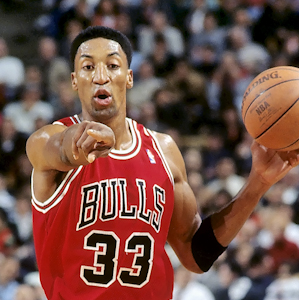
Скотти Пиппен

Перед сезоном 1995/96 «Буллз» пополнились специалистом по подборам Деннисом Родманом. С самого начала сезона «Чикаго» доминируют в лиге и в конечном счете заканчивают регулярный сезон с лучшим результатом в истории НБА: 72-10. Джордан становится лидером Лиги по результативности, набирая в среднем 30,4 очка. В плей-офф «Чикаго» потерпело только три поражения в четырёх сериях, победив «Сиэтл Суперсоникс» в финале НБА. Джордан был назван MVP финала в рекордный четвёртый раз, опередив Мэджика Джонсона с тремя титулами MVP финалов.

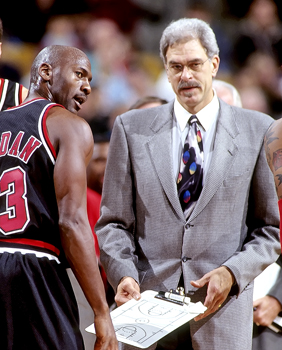
Главный тренер «Чикаго» Фил Джексон общается с Джорданом в 1997.

Сезон 1996/97 «Чикаго» закончили с показателем побед 69-13. Команда вновь вышла в финал, где они встретились с «Ютой Джаз». «Чикаго» выиграли серию из шести матчей, а Джордан в пятый раз получил награду MVP финалов.
«Чикаго» выиграли 62 игры, а проиграли 20 в сезоне 1997/98. «Чикаго» выиграли финал Восточной конференции третий сезон подряд, в финальной серии сыграв изнурительные семь матчей против «Индиана Пэйсерс» во главе с Реджи Миллером. После победы, «Чикаго» ждали «Юта Джаз» в финале плей-офф НБА, который «Буллз» выиграли в шести играх.

### 1998—2004: Шесть тяжёлых лет
Лето 1998 года привело к внезапному завершению эпохи чемпионства. Краузе почувствовал, что команда переживает время старения и ее конкурентоспособность снижается. Он решил, что единственным выходом для команды было восстановление или перенос медленного спада. Его план состоял в том, чтобы убрать старых талантов и здорово проявить себя в драфте, в то же время освободив ведомость для покрытия зарплаты, чтобы через несколько лет взять несколько перспективных свободных агентов. После того, как он наложил вето на предыдущую попытку владельца Джерри Рейнсдорфа, Краузе хотел обменять Скотти Пиппена на Роя Роджерса (который был отпущен в феврале 1999 года) и условный вариант второго раунда переговоров из Хьюстон Рокетс. Он также решил не продлевать контракт с Деннисом Родманом и продал Люка Лонгли и Стива Керра в текущем драфте. Он нанял нового тренера Тима Флойда, который успешно выполнил программу обучения в Университете штата Айова. После ухода Фила Джексона, Майкл Джордан во второй раз ушел из баскетбола. С новым стартовым составом в лице разыгрывающего защитника Рэнди Брауна, атакующего защитника Рона Харпера, новичка Брента Барри на позиции легкого форварда, Тони Кукоча и центрового Билла Уэннингтона, команда начала сокращенный сезон с локаутом 1998-1999 годов. Кукоч стал лидером быков, но команда выиграла только 13 из 50 игр. Самая низкая результативность в сезоне пришла 10 апреля в игре против Майами Хит. В этой игре быки набрали 49 очков, чтобы установить рекорд НБА по наименьшему количеству очков набранных в игре.
Удивительный финал прошлого года пришел вместе с одним из основных моментов: команда выиграла в драфте борьбу и права на продвижение Элтона Брэнда. Поскольку команда потеряла Харпера, Веннингтона и Барри в межсезонье, Бренд и его коллега-новичок Рон Артест стали лидерами команды в течение года, особенно после того, как Кукоч пропустил большую часть сезона из-за травмы, а затем был отдан на драфт. Бренд записал первые 20-10 в среднем для Быков со времен Артиса Гилмора. Он лидер среди всех новичков по очкам, подборам, блокам, а Артест по перехватам. За его усилия Брэнд был назван в 1999-2000 годах новичком Года вместе со Стивом Фрэнсисом из Хьюстона и первой новичком, в то время как Артест был назван во вторый новичком года. Тем не менее, команда установила низкий результат 17-65, второй худший в лиге.
Летом 2000 года, Быки хотели подписать большинство основных и второстепенных свободных агентов Тима Данкана, Грант Хилл, Трэйси Макгрэди, Эдди Джонса и даже Тима Томаса, но эти звезды решили остаться со своими командами (или отправиться куда-то еще). Краузе подписал свободного агента центрового Брэда Миллера и атакующего защитника Рона Мерсера, и призвал форварда Маркуса Физера и отдали Криса Мима в Кливленд Кавальерс, забрав Джамала Кроуфорда. Бренд снова привел команду с показателями 20-10, но новые приобретения не смогли повлиять на результаты, и они закончили с худшей разностью в истории команды и худшим в лиге за сезон в 15-67.
Краузе шокировал поклонников «Bulls» в 2001 году, когда он отдал Брэнда в Лос-Анджелес Клипперс, чтобы взятьТайсона Чендлера. Он также выбрал Эдди Карри. Поскольку и Чендлер, и Карри пришли прямо из школы, ни один из них не должен был получать высокую зарплату в течение нескольких лет, но они рассматривались как потенциальные игроки. Команда нестабильно выступала без ветеранов. В середине сезона «Быки» обменялись тремя лучшими бомбардирами - Мерсером, Артестом и Миллером вместе с Кевином Олли - с Индианой Пейсерс, чтобы получить ветеранов Джалена Роуза, Трэвиса Беста и Нормана Ричардсона. Также произошли изменения в тренерском штабе, когда Флойда уволили, назначили тренером бывшего капитана Буллс Билла Картрайта. Быки улучшили показатели с 15 до 21 победы, хотя они все еще не попадали в плей-офф.
В сезоне 2002-03 года Быки пришли с большим оптимизмом. Команда взяла очень перспективного Джей Уильямса из колледжа. Уильямс объединился с Джаленом Роузом, Кроуфордом, Физером, новичком Доннелом Маршаллом, Карри, Чендлером и Трентоном Хасселлом, чтобы сформировать молодое и захватывающее поколение, которое улучшилось до 30-52 в первом полном сезоне Билла Картрайта в качестве главного тренера.
Летом 2003 года Джерри Краузе завершил карьеру, а бывший игрок и комментатор Джон Пакссон стал его преемником. Джей Уильямс был серьезно ранен в результате аварии на мотоцикле. Его контракт был выкуплен быками в феврале 2004 года, и он еще не вернулся в игру. Пакссон выбрал Кирка Хинриха и подписал ветерана свободного агента и бывшего игрока Скотти Пиппена. С Пиппеном, Картрайтом и Пакссоном, Быки надеялись, что вернут былое величие.

### 2007—2008: Пропуская плей-офф
Во время межсезонья «Быки» подписали форварда Джо Смита, защитника Адриана Гриффина и центрового Джоакима Ноа. Однако, Луол Денг и Бен Гордон отказались от продления контракта. Тогда появились слухи о том, что «Буллз» хотели приобрести звёзд НБА — Кевина Гарнетта, Пау Газоля, и особенно Коби Брайанта, однако этого не произошло.
«Буллз» начали сезон 2007/08, проиграв 10 из их первых 12 игр, и 24 декабря 2007 года, после проигрыша шестнадцати игр был уволен главный тренер Скотт Скайлз. 27 декабря 2007 Джим Бойлан назначен и. о. главного тренера. «Чикаго» закончили с показателем побед 33-49 и не вышли в плей-офф.
После провала «Буллз» начали искать нового главного тренера. Переговоры велись с Майком Д’Энтони, Эйвери Джонсоном и Дугом Коллинзом, но они завершились безрезультатно.
10 июня 2008 года главным тренером команды стал Винни Дель Негро.

### 2008—2010: Появление Деррика Роуза

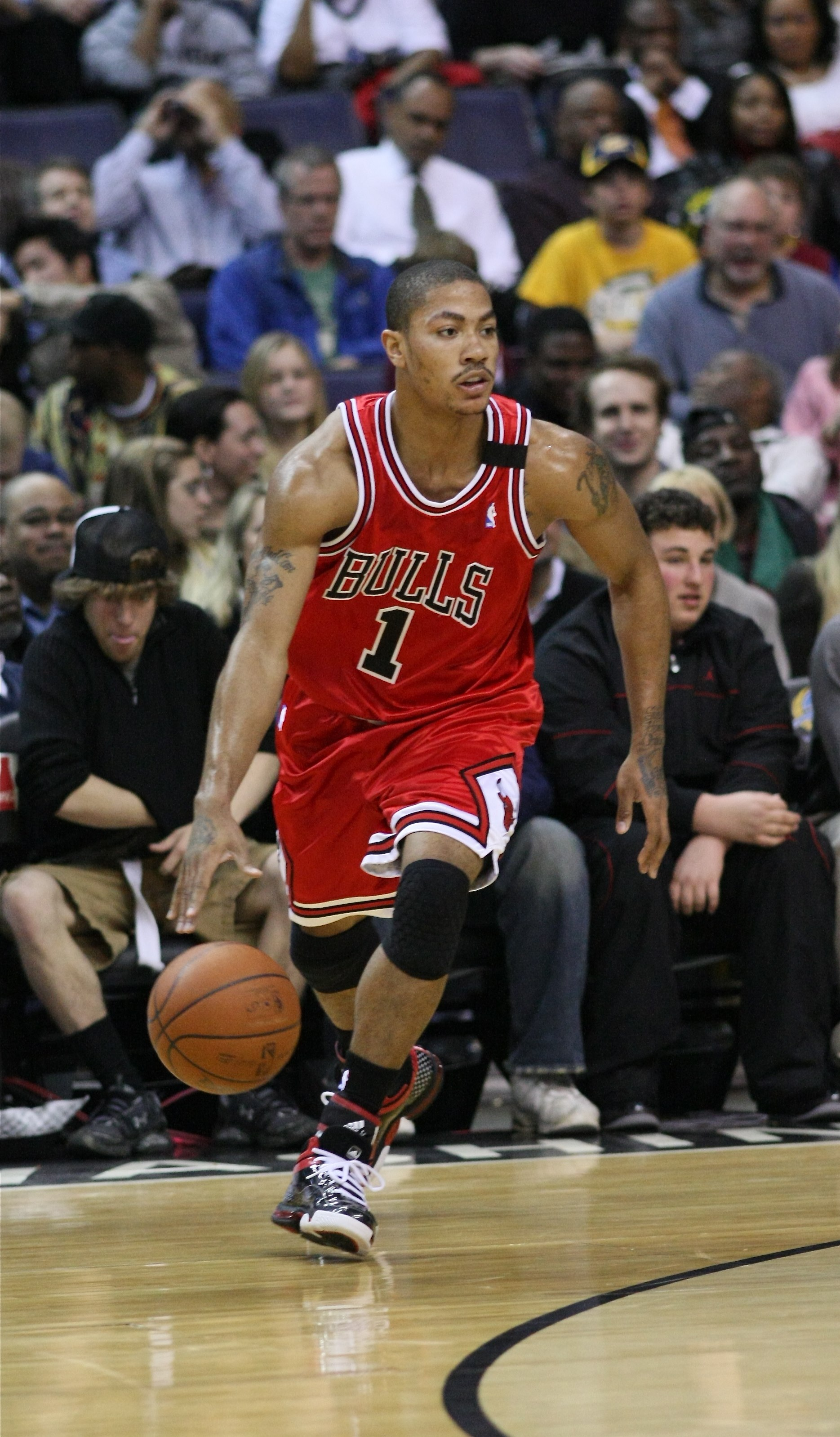
Деррик Роуз был выбран «Буллз» под первым пиком в 2008. В сезоне 2010/2011, был признан самым ценным игроком лиги.

Летом 2008 года на драфте НБА «Буллз» выбрали Деррика Роуза под первым номером, 8 июля 2008 года Роуз подписал с клубом контракт. Сезон 2008/09 «Буллз» провели бледно: показатели команды были 34-38, нередко ходили разговоры об увольнении Дель Негро. Однако, «Чикаго» вышли в плей-офф, где в первом раунде уступили «Бостону» в семи играх.

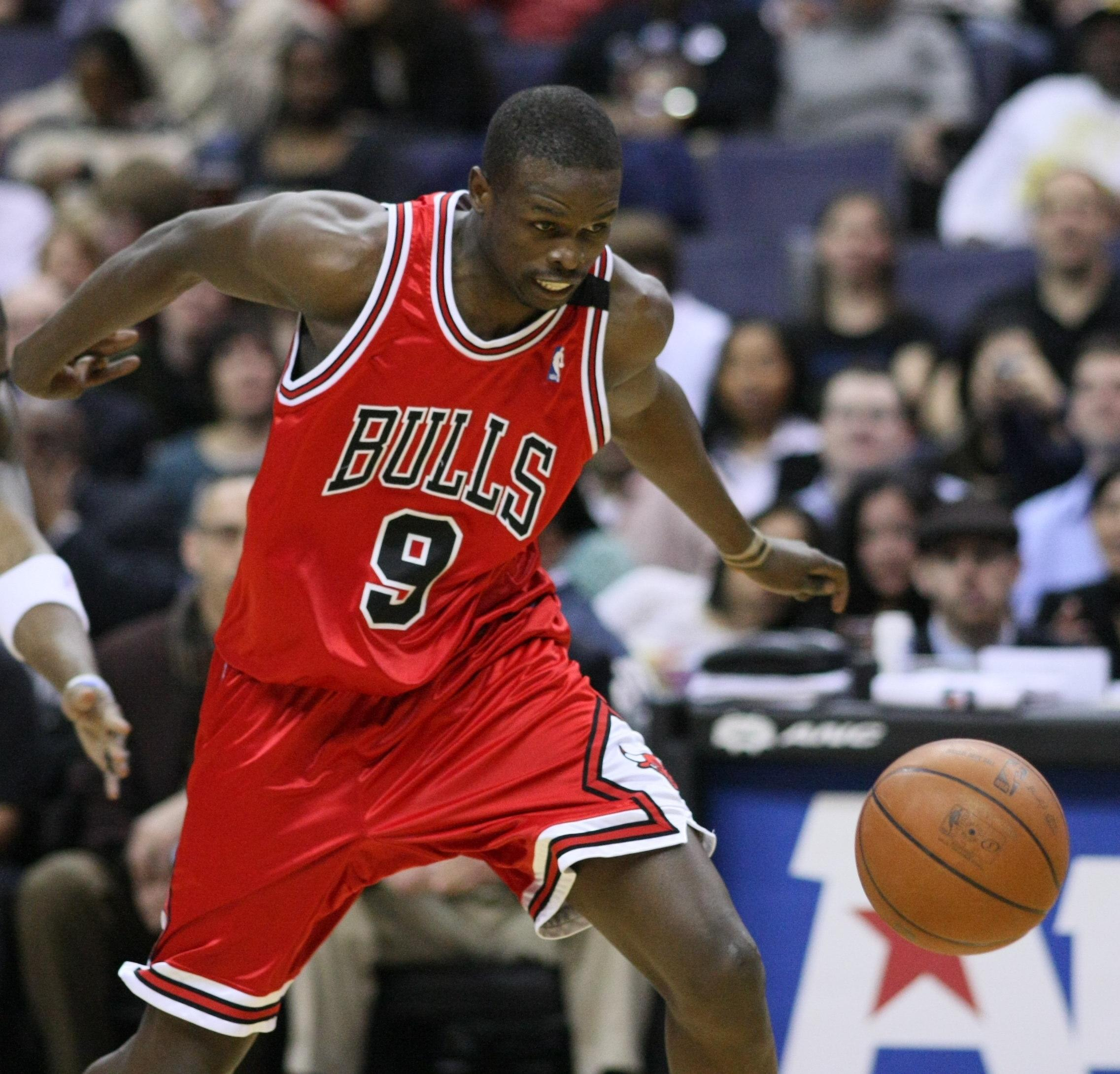
Луол Денг попал в игру всех звезд в 2012.

На драфте НБА 2009 были выбраны Тадж Гибсон и Джеймс Джонсон.

### 2010—2011: Новый тренер и взлёт
В начале июня 2010 года, ассистент главного тренера «Бостон Селтикс», Том Тибодо подписал трёхлетний контракт с «Буллз», заняв вакантное место главного тренера команды, 23 июня он был официально представлен в данной должности. 7 июля, был подписан Карлос Бузер, как свободный агент. После этого, был выменян у «Вашингтон Уизардс» опытный разыгрывающий Кёрк Хайнрик для глубины состава. Далее «Буллз» подписали трёхлетний контракт с бывшим игроком «Филадельфии» и «Джаз» Кайлом Корвером на сумму 15 млн. В тот же день была подписана звезда турецкого баскетбола — Омер Ашик. После стартовой игры сезона с «Орландо Мэджик», был подписан третий свободный агент Ронни Брюэр. Также был выменян у «Уорриорз» разыгрывающий Си Джей Уотсон, а у «Бакс» тяжелый форвард Курт Томас. А также были подписаны бывшие игроки «Спёрс» и «Селтикс», Кит Боганс и Брайан Скалабрини.
«Чикаго» впервые с 1998 года, заняла первое место в Восточной конференции (62-20). В плей-офф НБА, были обыграны «Индиана Пэйсерс» и «Атланта Хокс», в пяти и шести играх соответственно. Также впервые с 1998 года, команда вышла в финал Восточной конференции, где проиграла «Майами Хит» в пяти играх (4-1).

### 2021–настоящее время: дуэт Лавин и Дерозан
8 августа 2021 года «Буллз» отправили Томаша Саторанского, Гаррета Темпла, выбор во втором раунде и наличные в «Нью-Орлеан Пеликанс» за Лонзо Болла. Через два дня «Буллз» удалось подписать контракт со свободным агентом и чемпионом НБА 2020 года Алексом Карусо после того, как он и «Лос-Анджелес Лейкерс» не смогли достичь соглашения о продлении контракта. В рамках той же предсезонной перестройки 11 августа «Чикаго» объявил о сделке, отправив Таддеуса Янга, Аль-Фарука Амину, защищенный выбор в первом раунде и выбор во втором раунде в «Сан-Антонио Спёрс» в обмен на четырёхкратного участника матча всех звёзд Демара Дерозана.
С началом сезона НБА 2021/2022 «Чикаго Буллз» удалось добиться многообещающего соотношения побед к поражениям 24-10 по состоянию на начало декабря 2021 года, заняв 1-е место в Восточной конференции, с помощью трио Лавин-Дерозан-Вучевич.
Играя против «Индианы Пэйсерс» в канун Нового года в 4-й четверти, Дерозан забил решающий баззер-битер и помог выиграть со счётом 108-106. На следующий день, Дерозан вновь забил решающий бросок с сиреной, победив «Вашингтон Уизардс» со счётом 120-119, Дерозан стал первым игроком в истории НБА, который забил баззер-битер два дня подряд. 22 января 2022 года было объявлено, что Дерозан был выбран в стартовый состав участников матча всех звёзд. Восемь дней спустя Лавин вошёл в число запасных игроков на матч всех звёзд.

## Домашние арены
| Название арены          | Года                 |
| ----------------------- | -------------------- |
| Международный амфитеатр | 1966–1967            |
| Чикаго Стэдиум          | 1967–1994            |
| Юнайтед-центр           | 1994–настоящее время |

## Игроки
см. Игроки «Чикаго Буллз»

### Зал славы баскетбола
- Игроки:
  - Нейт Термонд, Ц, 1974—1975, принят в 1985
  - Джордж Гервин, АЗ, 1985—1986, принят в 1996
  - Роберт Пэриш, Ц, 1996—1997, принят в 2003
  - Майкл Джордан, АЗ, 1984—1993, 1995—1998, принят в 2009
  - Скотти Пиппен, ЛФ, 1987—1998, 2003-04, принят в 2010
  - Деннис Родман, ТФ, 1995—1998, принят в 2011

- Тренеры:
  - Фил Джексон, 1989—1998, принят в 2007
  - Джерри Слоун, 1979—1982, принят в 2009

### Текущий состав
| \| Поз. \| № \| Гражд. \| Имя \| Рост \| Вес \| Откуда \| \| ---- \| -- \| ------------ \| ------------------- \| ------ \| ------ \| ------------------------------------ \| \| З \| 0 \| ! \| Коби Уайт \| 193 см \| 88 кг \| Северная Каролина \| \| З \| 2 \| ! \| Лонзо Болл \| 198 см \| 86 кг \| УКЛА \| \| Ц \| 9 \| Черногория ! \| Никола Вучевич \| 211 см \| 118 кг \| Южная Калифорния \| \| З \| 12 \| ! \| Айо Досунму \| 196 см \| 91 кг \| Иллинойс \| \| З/Ф \| 25 \| ! \| Дейлен Терри \| 201 см \| 88 кг \| Аризона \| \| Ф \| 44 \| ! \| Патрик Уильямс \| 201 см \| 98 кг \| Флорида Стэйт \| \| З \| 5 \| ! \| Джевон Картер \| 188 см \| 89 кг \| Университет Западной Виргинии \| \| Ц \| 21 \| ! \| Адама Саного \| 206 см \| 111 кг \| Коннектикутский университет \| \| З \| 13 \| ! \| Кевин Хьюртер \| 201 см \| 90 кг \| Мэриленд \| \| Ц \| 12 \| ! \| Зак Коллинз \| 211 см \| 113 кг \| Гонзага \| \| Ф \| 7 \| ! \| Джейлен Смит \| 208 см \| 98 кг \| Мэриленд \| \| З \| 30 \| ! \| Тре Джонс \| 185 см \| 84 кг \| Дьюк \| \| З \| 3 \| ! \| Джош Гидди \| 203 см \| 93 кг \| Колледж Святого Кевина (Мельбурн) \| \| Ф \| 14 \| ! \| Матас Бузелис \| 208 см \| 95 кг \| Христианская академия Восхода солнца \| \| Ф \| 15 \| ! \| Джулиан Филлипс \| 203 см \| 90 кг \| УТ Ноксвилл \| \| Ф \| 20 \| ! \| Эмануэль Миллер \| 201 см \| 98 кг \| Техасский христианский университет \| \| Ф \| 32 \| ! \| И Джей Лидделл \| 198 см \| 109 кг \| Огайо Стэйт \| \| З \| 22 \| ! \| Тэйлен Хортон-Такер \| 193 см \| 106 кг \| Айова Стэйт \| | Главный тренер - Билли Донован Ассистенты тренера - Джон Брайант - Уэс Анселд (младший) - Дамьен Коттер - Генри Домеркант - Дэн Крейг - Билли Шмидт Состав • Переходы Последнее изменение: 07 февраля 2025 года |              |                     |        |        |                                      |
| Поз. | № | Гражд.       | Имя                 | Рост   | Вес    | Откуда                               |
| З | 0 | !            | Коби Уайт           | 193 см | 88 кг  | Северная Каролина                    |
| З | 2 | !            | Лонзо Болл          | 198 см | 86 кг  | УКЛА                                 |
| Ц | 9 | Черногория ! | Никола Вучевич      | 211 см | 118 кг | Южная Калифорния                     |
| З | 12 | !            | Айо Досунму         | 196 см | 91 кг  | Иллинойс                             |
| З/Ф | 25 | !            | Дейлен Терри        | 201 см | 88 кг  | Аризона                              |
| Ф | 44 | !            | Патрик Уильямс      | 201 см | 98 кг  | Флорида Стэйт                        |
| З | 5 | !            | Джевон Картер       | 188 см | 89 кг  | Университет Западной Виргинии        |
| Ц | 21 | !            | Адама Саного        | 206 см | 111 кг | Коннектикутский университет          |
| З | 13 | !            | Кевин Хьюртер       | 201 см | 90 кг  | Мэриленд                             |
| Ц | 12 | !            | Зак Коллинз         | 211 см | 113 кг | Гонзага                              |
| Ф | 7 | !            | Джейлен Смит        | 208 см | 98 кг  | Мэриленд                             |
| З | 30 | !            | Тре Джонс           | 185 см | 84 кг  | Дьюк                                 |
| З | 3 | !            | Джош Гидди          | 203 см | 93 кг  | Колледж Святого Кевина (Мельбурн)    |
| Ф | 14 | !            | Матас Бузелис       | 208 см | 95 кг  | Христианская академия Восхода солнца |
| Ф | 15 | !            | Джулиан Филлипс     | 203 см | 90 кг  | УТ Ноксвилл                          |
| Ф | 20 | !            | Эмануэль Миллер     | 201 см | 98 кг  | Техасский христианский университет   |
| Ф | 32 | !            | И Джей Лидделл      | 198 см | 109 кг | Огайо Стэйт                          |
| З | 22 | !            | Тэйлен Хортон-Такер | 193 см | 106 кг | Айова Стэйт                          |

## Талисманы

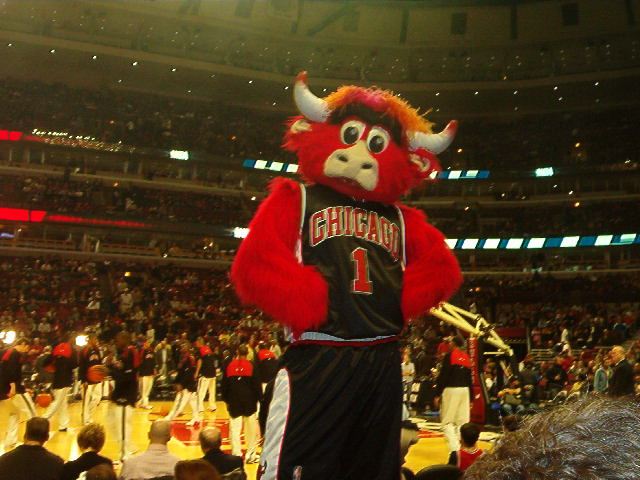
Бык Бенни в Юнайтед Центре.

Бык Бенни — главный талисман Чикаго Буллз. Он впервые появился в 1969. Бенни-красный бык, который носит номер 1. Является одним из самых старых и наиболее известных талисманов во всем профессиональном спорте. Быком также был ещё один талисман, названый Да Булл. Он был представлен на официальном сайте команды двоюродным братом Бенни, в 1995, также был известен исполнением данков. Человек, который изображал Да Булл, был арестован в 2004 году за хранение и продажу марихуаны в своей машине. Вскоре после инцидента, Да Булл был выведен из талисманов. Бенни-семейного типа талисман, а Да Булл был задуман как более реалистичный бык. В отличие от Бенни, Да Булл был коричневым. Также его выражение лица было злее, и он носил номер 95.

## Сезоны

### Последние сезоны
Статистика откорректированная по состоянию на конец сезона 2023/24.
| Чемпион НБА | Чемпион Дивизиона / Чемпион Конференции | Чемпион Дивизиона | Квалифицировались в Плей-офф |

Конф = Конференция, Конф № = место в конференция, Див = Дивизион, Див № = место в дивизионе, В = Выиграли, П = Проиграли, П% = Процент выигранных матчей
| Сезоны  | Конф      | М  | Див         | М | В  | П  | П%   | GB | Плей-офф | Награды                                             | Главный тренер                          |
| ------- | --------- | -- | ----------- | - | -- | -- | ---- | -- | --- | --------------------------------------------------- | --------------------------------------- |
| 2003/04 | Восточная | 14 | Центральный | 8 | 23 | 59 | .280 | 38 | Не квалифицировались в плей-офф | —                                                   | Билл Картрайт Пит Майерс Скотт Скайльса |
| 2004/05 | Восточная | 4  | Центральный | 2 | 47 | 35 | .573 | 7  | Проиграли в первом раунде Вашингтон Уизардс, 2:4 | Бен Гордон (SIX)                                    | Скотт Скайльса                          |
| 2005/06 | Восточная | 7  | Центральный | 4 | 41 | 41 | .500 | 23 | Проиграли в первом раунде Майами Хит, 2:4 | —                                                   | Скотт Скайльса                          |
| 2006/07 | Восточная | 5  | Центральный | 3 | 49 | 33 | .598 | 4  | Выиграли в первом раунде у Майами Хит, 4:0 Проиграли в полуфинале конференции Детройт Пистонс, 2:4                                                   | Луол Денг (SPOR)                                    | Скотт Скайльса                          |
| 2007/08 | Восточная | 11 | Центральный | 4 | 33 | 49 | .402 | 26 | Не квалифицировались в плей-офф | —                                                   | Скотт Скайльса Пит Майерс Джим Бойлан   |
| 2008/09 | Восточная | 7  | Центральный | 2 | 41 | 41 | .500 | 25 | Проиграли в первом раунде Бостон Селтикс, 3:4 | Деррик Роуз (ROY)                                   | Винни Дель Негро                        |
| 2009/10 | Восточная | 8  | Центральный | 3 | 41 | 41 | .500 | 20 | Проиграли в первом раунде Кливленд Кавальерс, 1:4 | —                                                   | Винни Дель Негро                        |
| 2010/11 | Восточная | 1  | Центральный | 1 | 62 | 20 | .756 | —  | Выиграли в первом раунде у Индианы Пэйсерс, 4:1 Выиграли в полуфинале конференции у Атланты Хокс, 4:2 Проиграли в финале конференции Майами Хит, 1:4 | Том Тибодо (COY) Гэр Форман (EOY) Деррик Роуз (MVP) | Том Тибодо                              |
| 2011/12 | Восточная | 1  | Центральный | 1 | 50 | 16 | .758 | —  | Проиграли в первом раунде Филадельфия Севенти Сиксерс, 2:4                                                                                           | —                                                   | Том Тибодо                              |
| 2012/13 | Восточная | 5  | Центральный | 2 | 45 | 37 | .549 | 4  | Выиграли в первом раунде у Бруклин Нетс, 4:3 Проиграли в полуфинале конференции Майами Хит, 2:4                                                      | —                                                   | Том Тибодо                              |
| 2013/14 | Восточная | 4  | Центральный | 2 | 48 | 34 | .585 | 8  | Проиграли в первом раунде Вашингтон Уизардс, 1:4 | Джоаким Ноа (DPOY)                                  | Том Тибодо                              |
| 2014/15 | Восточная | 3  | Центральный | 2 | 50 | 32 | .610 | 3  | Выиграли в первом раунде у Милуоки Бакс, 4:2 Проиграли в полуфинале конференции Кливленд Кавальерс, 2:4                                              | Джимми Батлер (MIP) Джоаким Ноа (JWKC)              | Том Тибодо                              |
| 2015/16 | Восточная | 9  | Центральный | 4 | 42 | 40 | .512 | 15 | Не квалифицировались в плей-офф | —                                                   | Фред Хойберг                            |
| 2016/17 | Восточная | 8  | Центральный | 4 | 41 | 41 | .500 | 10 | Проиграли в первом раунде Бостон Селтикс, 2:4 | —                                                   | Фред Хойберг                            |
| 2017/18 | Восточная | 13 | Центральный | 5 | 27 | 55 | .329 | 23 | Не квалифицировались в плей-офф | —                                                   | Фред Хойберг                            |
| 2018/19 | Восточная | 13 | Центральный | 4 | 22 | 60 | .268 | 38 | Не квалифицировались в плей-офф | —                                                   | Фред Хойберг Джим Бойлен                |
| 2019/20 | Восточная | 11 | Центральный | 3 | 22 | 43 | .338 | 30 | Не квалифицировались в плей-офф | —                                                   | Джим Бойлен                             |
| 2020/21 | Восточная | 11 | Центральный | 3 | 31 | 41 | .431 | 18 | Не квалифицировались в плей-офф | —                                                   | Билли Донован                           |
| 2021/22 | Восточная | 6  | Центральный | 2 | 46 | 36 | .561 | 7  | Проиграли в первом раунде Милуоки Бакс, 1:4 |                                                     | Билли Донован                           |
| 2022/23 | Восточная | 10 | Центральный | 3 | 40 | 42 | .488 | 20 | Не квалифицировались в плей-офф |                                                     | Билли Донован                           |
| 2023/24 | Восточная | 9  | Центральный | 4 | 39 | 43 | .476 | 20 | Проиграли в плей-ин Майами Хит |                                                     | Билли Донован                           |

## Достижения

### Индивидуальные награды
| Самый ценный игрок НБА - Майкл Джордан — 1988, 1991, 1992, 1996, 1998 - Деррик Роуз — 2011 Лучший оборонительный игрок - Майкл Джордан — 1988 - Джоаким Ноа — 2014 Новичок года - Майкл Джордан — 1985 - Элтон Бренд — 2000 - Деррик Роуз — 2009 Шестой игрок года - Тони Кукоч — 1996 - Бен Гордон — 2005 Самый ценный игрок финала - Майкл Джордан — 1991, 1992, 1993, 1996, 1997, 1998 Самый ценный игрок Матча всех звёзд - Майкл Джордан — 1988, 1996, 1998 - Скотти Пиппен — 1994 Skills Challenge - Деррик Роуз — 2009 Лучший игрок НБА по версии ESPY - Майкл Джордан — 1993, 1997, 1998, 1999 Приз за спортивное поведение НБА - Луол Денг — 2007 Тренер года - Ред Керр — 1967 - Дик Мотта — 1971 - Фил Джексон — 1996 - Том Тибодо — 2011 Менеджер года - Джерри Краузе — 1988, 1996 | Сборная всех звёзд НБА (Первая команда) - Майкл Джордан — 1987, 1988, 1989, 1990, 1991, 1992, 1993, 1996, 1997, 1998 - Скотти Пиппен — 1994, 1995, 1996 - Деррик Роуз — 2011 - Джоаким Ноа — 2014 Сборная всех звёзд НБА (Вторая команда) - Боб Лав — 1971, 1972 - Норм Ван Лье — 1974 - Майкл Джордан — 1985 - Скотти Пиппен — 1992, 1997 Сборная всех звёзд НБА (Третья команда) - Скотти Пиппен — 1993, 1998 - Джимми Батлер — 2017, 2018, 2020 Сборная всех звёзд защиты НБА - Джерри Слоун — 1969, 1972, 1974, 1975 - Норм Ван Лье — 1974, 1976, 1977 - Майкл Джордан — 1988, 1989, 1990, 1991, 1992, 1993, 1996, 1997, 1998 - Скотти Пиппен — 1992, 1993, 1994, 1995, 1996, 1997, 1998 - Деннис Родман — 1996 - Джоаким Ноа — 2013, 2014 Сборная всех звёзд защиты НБА (вторая команда) - Джерри Слоун — 1970, 1971 - Норм Ван Лье — 1972, 1973, 1975, 1978 - Боб Лав — 1972, 1974, 1975 - Артис Гилмор — 1978 - Скотти Пиппен — 1991 - Хорас Грант — 1993, 1994 - Кёрк Хайнрик — 2007 - Бен Уоллес — 2007 - Джоаким Ноа — 2011 | Сборная новичков - Эрвин Мюллер — 1967 - Клиффорд Рэй — 1972 - Скотт Мэй — 1977 - Реджи Теус — 1979 - Дэвид Гринвуд — 1980 - Куинтин Дэйли — 1983 - Майкл Джордан — 1985 - Чарльз Окли — 1986 - Элтон Брэнд — 2000 - Кёрк Хайнрик — 2004 - Луол Денг — 2005 - Бен Гордон — 2005 - Деррик Роуз — 2009 Сборная новичков (вторая команда) - Стэйси Кинг — 1990 - Тони Кукоч — 1994 - Рон Артест — 2000 - Маркус Файер — 2001 - Джей Уильямс — 2003 - Тайрус Томас — 2007 |

### Игроки «Чикаго Буллз» на крупных международных турнирах
| Турнир                                               | Участники                               |
| ---------------------------------------------------- | --------------------------------------- |
| Чемпионат Америки по баскетболу 1992                 | Майкл Джордан                           |
| Баскетбол на летних Олимпийских играх 1992           | Майкл Джордан Скотти Пиппен             |
| Чемпионат мира по баскетболу 1994                    | Тони Кукоч                              |
| Чемпионат Европы по баскетболу 1995                  | Тони Кукоч                              |
| Баскетбол на летних Олимпийских играх 1996           | Скотти Пиппен                           |
| Чемпионат Европы по баскетболу 2001                  | Драган Тарлач                           |
| Чемпионат мира по баскетболу 2006                    | Кёрк Хайнрик                            |
| Чемпионат Европы по баскетболу 2007                  | Виктор Хряпа                            |
| Баскетбол на летних Олимпийских играх 2008 (мужчины) | Андрес Носиони                          |
| Чемпионат мира по баскетболу 2010                    | Деррик Роуз                             |
| Чемпионат Европы по баскетболу 2011                  | Джоаким Ноа                             |
| Чемпионат мира по баскетболу 2014                    | Деррик Роуз                             |
| Чемпионат Европы по баскетболу 2015                  | Пау Газоль Никола Миротич               |
| Баскетбол на летних Олимпийских играх 2016 (мужчины) | Пау Газоль Никола Миротич Джимми Батлер |